# BSヤングバトル
『BSヤングバトル』（ビーエス ヤングバトル、BS Young Battle）は、NHK主催によるアマチュアバンドコンテストである。1990年から1999年の10年間にわたって開催された。

## 概要
NHK衛星放送が本放送開始1周年を記念して1990年にスタートさせたアマチュアロックバンドのコンテストで、正式な題名は『NHK全国勝ち抜きロック選手権（西暦）BSヤングバトル』。
当時はバンドブームの最中ということもあり、TBSの人気番組『平成名物TV いかす!!バンド天国』（通称・イカ天）を意識してか「NHK版イカ天」を謳ったこの大会は、文化庁の後援により日本全国から多数のアマチュアバンドの応募を募り、明日の若き音楽の才能を発掘するべくスタートした。
ヤングバトルからは、GAO、シャ乱Q、大事MANブラザーズバンド、黒夢、ポルノグラフィティなど、のちにJ-POP界を賑すバンド・ミュージシャンを輩出している。
エントリーは、毎年2月ごろに募集開始、春ごろにはカセットテープまたはビデオテープによる審査を経て、審査を勝ち進んだバンド10数組が初夏から夏にかけて全国47都道府県で行われる地方大会に進出し、各地方大会優勝の2組が夏から秋にかけて行われる各地区のブロック大会に進出。ブロック大会は9ブロックに分けて開催された。ブロック大会で優勝した各2組、計18組のバンドが毎年11月に東京・渋谷のNHKホールで行われる全国大会に出場し、グランプリを目指すというもの。また、各地区・ブロック大会では2組に、全国大会では1組に審査員特別賞も贈られた。
これと平行して小林克也歌唱によるイメージソング「ガムシャ〜ラ」が作られ『みんなのうた』で流れた。
地方大会やブロック大会は、衛星第2テレビと、関東地方以外のNHK総合テレビで放送され、全国大会は当日衛星第2テレビで生中継された。第1回BSヤングバトルの全国大会は、1990年11月23日にNHKホールで開催され、東京ブロック代表のGAOがグランプリに選ばれた。
第1回大会の終了後の1991年1月15日、出場したバンドの青春群像に迫った『叫び・ロック青春列島』というドキュメンタリー番組がNHK総合テレビで放送された。
1996年よりタイトルを『（西暦）ニューBSヤングバトル』に改題するとともに、地方大会が廃止され、テープ審査を経てブロック大会→全国大会に出場というシステムに変更された。
1999年の第10回大会を区切りとして、BSヤングバトルは終了した。

## 司会者
全国大会
- 小林克也
- きのしたゆうこ
- 木ノ島成美
- 赤坂泰彦
- NHKアナウンサー

など
地方・ブロック大会
- 赤坂泰彦
- きのしたゆうこ
- 木ノ島成美
- 中村貴子
- NHK各放送局アナウンサー

など

## グランプリと有名な出場者
| 年・回           | グランプリ                                       | 準グランプリ                                | 優秀賞                  | 審査員特別賞                         | 主な出演者 |
| ---------------- | ------------------------------------------------ | ------------------------------------------- | ----------------------- | ------------------------------------ | --- |
| 1990年（第1回）  | GAO（東京ブロック・東京都代表）                  | THE WALTZ （九州ブロック・沖縄県代表）      |                         | ROOSE                                | 大事MANブラザーズバンド・その他 |
| 1991年（第2回）  | シャ乱Q （近畿ブロック・大阪府代表）             | ザ☆スリッパーズ（四国ブロック・愛媛県代表） |                         |                                      | 元祖ラバーズ（中国ブロック・島根県代表）・その他 |
| 1992年（第3回）  | MISERY                                           |                                             | THE CRYBABY'S SUZZY BIS | Green 弘平ラーメン                   | ベッドシーン Blody Berry F・C・B MUCH BOX S.H.P Flash Point RED ZONE セルロイド P.O.P the PeteBest BRAW-BLO BLUE BOY                                                    |
| 1993年（第4回）  | BE-ROCK                                          |                                             |                         |                                      | |
| 1994年（第5回）  | HADEATH                                          | MOLD RUST（下山武徳が在籍）                 |                         |                                      | |
| 1995年（第6回）  | THE COCKROACH BROTHERS（東海ブロック・静岡代表） |                                             |                         | high fat foods                       | CURIO |
| 1996年（第7回）  | THE PINK STOCKING CLUB BAND                      |                                             | SABER ブリキンホテル    | GARDENS（現・GREEN'S ROOM） SNAPPERS | ポルノグラフィティ SEX MACHINEGUNS MARBLE BERRY CHICKEN WING FACELOCK ROSALIND snappers No?Yes!! C-ZONE high fat foods Jack-Pot（現・PRINCE ALBERT） ブリキンホテル AIR |
| 1997年（第8回）  | HAYATO（現・新隼人）                             |                                             | BUGY CRAXONE            | イカルス星人                         | OUTSIDE cameramans Buddha ザ・ボッカーズ ZAP ババロア |
| 1998年（第9回）  | Brief                                            |                                             | PRINCE ALBERT BYX       | コロバ・ミルク・バー                 | SABER |
| 1999年（第10回） | MICRO CHOP!                                      | silver chips go-st                          |                         | STRANGER                             | the blondie plastic wagon テルマリズム |
|                  |                                                  |                                             |                         |                                      | SIVA（百々和宏が在籍） |